# Matroska
Matroska – kontener multimedialny, czyli format przechowywania obrazu lub dźwięku w jednym pliku. Pliki Matroska mogą zawierać (obok ścieżek audio i wideo) m.in. napisy, menu (jak w DVD) itp. Projekt powstał w roku 2003. W roku 2010 firma Google zaprezentowała format WebM, którego kontener bazuje na Matrosce.
Matroska jest projektem opartym na otwartych standardach.

## Możliwości
Matroska umożliwia:
- wsparcie dla bardzo wielu różnych kodeków
- przesyłanie przez Internet (HTTP oraz RTP)
- szybkie przewijanie do wskazanego miejsca
- duże zdolności odzyskiwania uszkodzonych danych
- obsługę menu (analogiczne do tych na DVD)
- podział na rozdziały
- wybieralne strumienie napisów
- wybieralne strumienie audio
- załączanie plików (obrazki, pliki, napisy, czcionki itp.)
- dostępność modułów rozszerzających możliwości

## Cele
Twórcy Matroški obrali następujące cele:
- stworzyć i udokumentować nowoczesny, elastyczny, niezależny od platformy format kontenerów audio/wideo
- ugruntować pozycje formatu Matroska jako alternatywy opartej na zasadzie open source dla istniejących własnościowych kontenerów takich jak AVI, ASF, MOV, RM, MP4, MPG oraz innych wolnych kontenerów multimedialnych takich jak OGM
- stworzyć zbiór narzędzi umożliwiających tworzenie, edycję oraz implementację plików Matroska na licencji GNU GPL
- stworzyć biblioteki i narzędzia dla programistów wykorzystujących format Matroska w swoich aplikacjach
- przygotować wsparcie sprzętowe dla plików Matroska w stacjonarnych urządzeniach następnej generacji, w kooperacji z producentami sprzętu
- przygotować i implementować biblioteki Matroska dla OpenBeOS MediaKit i GStreamer (w systemie Linux odpowiednik Microsoft DirectShow dla Windows)
- zaoferować gamę filtrów DirectShow umożliwiających odtwarzanie i tworzenie plików Matroska dla systemu operacyjnego Windows

## Pisownia i wymowa nazwy
Istnieją kontrowersje związane z pisownią i wymową nazwy tego kontenera w języku polskim, część osób preferuje matroska, inni matrioszka, w mowie i w piśmie. Sama nazwa pochodzi od rosyjskiej zabawki matrioszka, która w cyrylicy jest zapisywana матрёшка. Na starszym logo projektu widniały dwa napisy: wspomniana матрёшка i matroska. Domena projektu to matroska.org. Obecnie w logo widnieje napis matroška, litera š jest czytana jak polskie sz.